# Désastre de Summerland

Le désastre de Summerland est un incendie catastrophique survenu au centre de loisirs Summerland à Douglas, sur l'île de Man au Royaume-Uni, la nuit du 2 août 1973. Cinquante et une personnes sont mortes et environ quatre-vingts ont été gravement blessées.

## Summerland
Summerland est inauguré dans la précipitation le 9 juillet 1971. Une sortie de secours sur les terrasses supérieures, réclamée par le service de pompiers de l'île, n'a pu être réalisée. La construction du bâtiment avait coûté 2 millions de £. C'était un bâtiment climatisé occupant 14 000 m² pour 50 000 m² de surface interne dont la finalité était de permettre aux visiteurs de se détendre quel que soit le temps.  Il pouvait recevoir jusqu'à 10 000 personnes et offrait une piste de danse, cinq étages de jeux, des restaurants et un bar. C'était un exemple d'architecture brutaliste en béton. Construit par la société Douglas Corporation avec des techniques alors nouvelles et avancées, il incorportait des matériaux plastiques assez neufs à l'époque. La façade et une partie du toit étaient recouvertes d'une espèce de polyméthacrylate de méthyle transparent du nom d'oroglas.

## Incendie
L'incendie commence vers 19h30 dans un petit kiosque à côté du mini-golf du centre. Le kiosque s'effondre peu après contre le mur extérieur du bâtiment. Le drap acrylique prend feu très rapidement et l'incendie se répand sur les murs et le toit ainsi que par des conduits improprement construits. L'acrylique fond, permettant la circulation de davantage d'oxygène et faisant tomber des objets en flammes. Cela cause d'autres incendies et blesse certaines des personnes essayant de s'échapper. L'intérieur, en matériau insonorisé, est particulièrement combustible ; il y avait également plusieurs espaces internes non fermés agissant comme cheminée.
Les sapeurs-pompiers ne sont appelés que 30 minutes plus tard, par le capitaine d'un navire à 2 km de la côte. Il parle aux garde-côtes par radio, leur disant que « c'est comme si toute l'île de Man était en flammes ». Les garde-côtes appellent immédiatement les sapeurs-pompiers.
Il n'y eut aucune tentative d'évacuation des 3 000 personnes alors présentes  jusqu'à ce que les flammes deviennent visibles. La foule essaie alors de sortir mais se trouve bloquée par des portes fermées à clé ; de nombreuses personnes meurent écrasées ou étouffées. Les sorties d'urgence étant également fermées, beaucoup se ruent vers la porte principale, provoquant là aussi des morts dans la panique.
Les premiers sapeurs-pompiers à arriver sur scène se rendant compte qu'ils n'avaient pas assez de ressources pour combattre cet incendie, tous les sapeurs-pompiers de l'île furent mobilisés.

## Bilan

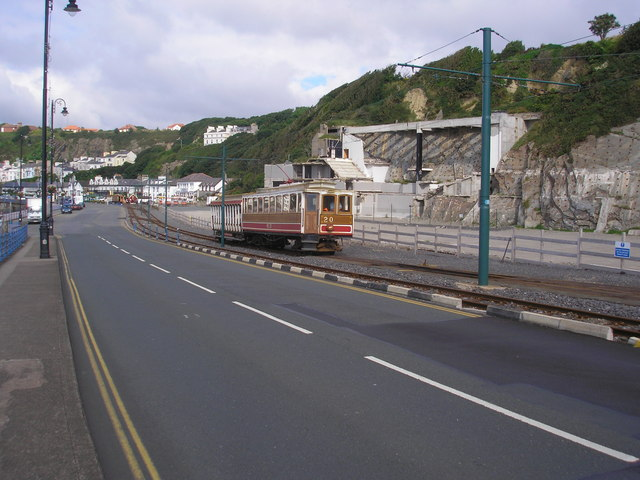
Mur oriental du complexe de Summerland resté debout.

Cinquante et une personnes sont mortes dans l'incendie. Le bilan a été aggravé par la panne d'électricité et la panne des générateurs d'urgence, une ventilation non adéquate et des sorties d'urgence fermées à clé. Le nombre de morts provoque une commission d'enquête publique qui s'est déroulée de septembre 1973 à février 1974. Aucune personne ou groupe ne fut blâmée, les morts attribuées à un accident. Le délai avant le début de l'évacuation ainsi que les matériaux utilisés dans la construction du complexe furent sévèrement critiqués. On introduit des changements aux règlements concernant la construction.
Le centre, sérieusement endommagé dans l'incendie, est démoli puis reconstruit en plus petit et ré-inauguré en 1978. Il ferme ses portes en 2004, la démolition finale ayant lieu dès octobre 2005. Le mur oriental reste intact, sa destruction pouvant entraîner l'effondrement de la falaise sur laquelle il est situé.